# Bligger von Steinach

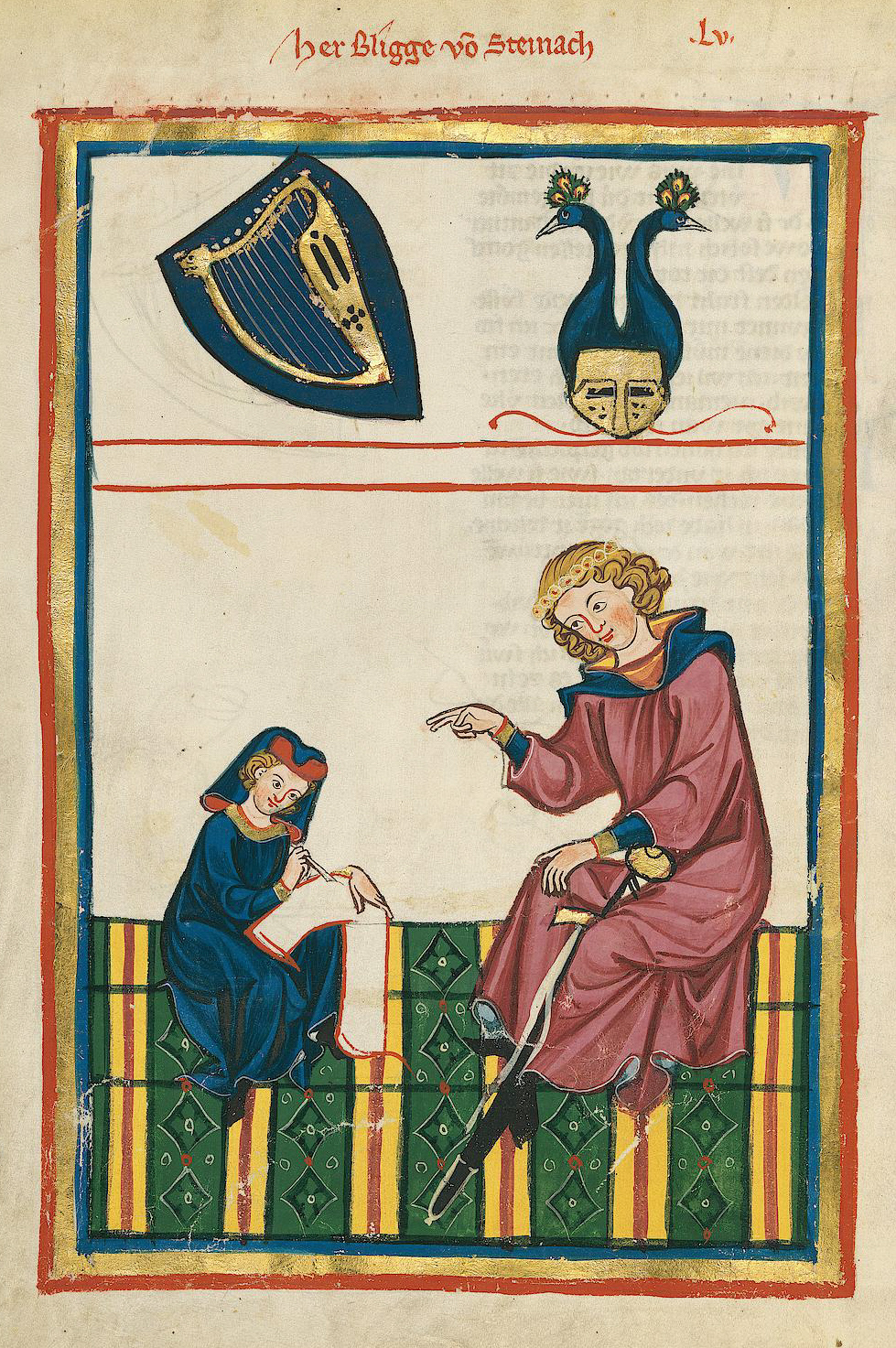
Bligger von Steinach in der Darstellung im Codex Manesse (um 1300)

Bligger von Steinach (urkundlich vielleicht von 1174 bis 1209; gestorben wohl nach 1209) war ein deutscher Minnesänger. Er war ein rheinfränkischer Edelherr mit Sitz zu Neckarsteinach.
Personen des Namens Bligger von Steinach sind mehrfach am Hofe und in der Begleitung von drei Kaisern (Friedrich I. Barbarossa, Heinrich VI. und Otto IV.) bezeugt.
Die Trennung der urkundlichen Bezeugungen „Bligger von Steinach“ 1142 bis 1209 fällt schwer. Während die bisherige Forschung in Bligger II. (urkundlich 1152–1174, 1178?) den Dichter sehen wollte, argumentierte Meves 1993 für Bligger III. (urkundlich ab 1174), der als Begründer der Herren von Harfenberg gilt.
Von Bligger von Steinach sind zwei Minnelieder in der Weingartner Liederhandschrift (Handschrift B) und dem Codex Manesse (Handschrift C) überliefert. Der Codex Manesse enthält zudem noch einen Spruch von 15 Versen und auch ein Autorenbild.
Gottfried von Straßburg und Rudolf von Ems haben ihn als einen der bedeutendsten Dichter ihrer Zeit gerühmt. Ihr bei Gottfried in Metaphern des Stickens und Spinnens gekleidetes und von Rudolf nachgeahmtes Lob bezieht sich auf eine verschollene epische Dichtung der umbehanc, über deren Inhalt nichts bekannt ist. Spekulativ hat man in der Forschung verschiedene Texte, insbesondere das sogenannte Ainune-Fragment in einer verschollenen Handschrift aus dem Bodenseekloster Salem damit in Verbindung gebracht.

## Werk-Zuschreibungsversuche
Die neuerdings von dem Historiker Heinz Thomas wieder aufgegriffene These, Bligger sei der Autor des Moriz von Craûn, wird allgemein abgelehnt.
In jüngerer Zeit haben der Lokalhistoriker Dr. Jürgen Breuer und sein Bruder, der Germanist Dieter Breuer, Spezialist für frühneuzeitliche Literatur, die ältere These wiederbelebt, dass Bliggers verschollenes Werk das Nibelungenlied sei. In der einschlägigen Nibelungenforschung ist diese These von Joachim Heinzle und anderen abgelehnt worden.

## Neuzeitliche Rezeption
1827 publizierte August Leibrock einen historischen Roman Bligger von Steinach der Geächtete. Eine Geschichte aus den Zeiten der Kreuzzüge.